# Vrčin Dol
Vrčin Dol is een plaats in de gemeente Pleternica in de Kroatische provincie Požega-Slavonië. De plaats telt 4 inwoners (2001).